# Allocosa orinus
Allocosa orinus är en spindelart som först beskrevs av Chamberlin 1916.  Allocosa orinus ingår i släktet Allocosa och familjen vargspindlar.
Artens utbredningsområde är Peru. Inga underarter finns listade i Catalogue of Life.